# 傑爾曼敦 (堪薩斯州)
傑爾曼敦（英語：Germantown）是位於美國堪薩斯州史密斯縣的一個鬼鎮。

## 歷史
傑爾曼敦的郵政局於1871年設立，直到1893年結束營運。

## 地理
傑爾曼敦所處的海拔為高於海平面560米（即1850英呎），而該地所採用的時區為UTC-6，即北美中部時區（CST）。同時該地設有夏令時間，為UTC-6調快一小時，即UTC-5（CDT）。